# 回家 (肯尼G器樂)
回家是美国萨克斯演奏家肯尼·基创作的器樂曲，在他1990年的第一张现场专辑《Kenny G Live》中首次发表。曲以G大調創作，每分鐘84拍，由肯尼·基、沃爾特·阿法納西夫共同創作。

## 在中国大陆受到的礼遇
这首曲子在中国大陆各地有着非常规的极高影响力。它已成为各地美食广场，户外市场，健身俱乐部，大型购物中心和火车站等公众场所的非正式关门歌曲。许多商业店铺会在晚上关闭之前不久就开始通过扬声器播放这首音乐，一些电视台会在结束晚间广播之前以这首曲子作为停止播送的预告，南昌铁路局的一些列车也会用这首乐曲告知旅客已抵达目的地。当谈及这首曲子的旋律时，许多人说他们都已经将它与结束手头活动准备回家联系在一起，尽管他们可能并不知道这首歌的名称和创作它的艺术家是谁。
肯尼·吉曾說，當他在中國演唱會中途演奏《回家》時，觀眾提早起身離場。

## 榜單表現
| 排行榜（1990年）                        | 排名 |
| --------------------------------------- | ---- |
| 美國（Billboard Hot 100）               | 56   |
| 美國（《告示牌》Adult Contemporary）    | 5    |
| 美國（《告示牌》Hot R&B/Hip-Hop Songs） | 46   |